# دستگاه ماهیچه‌ای-استخوانی انسان
دستگاه ماهیچه‌ای-استخوانی انسان (گاه با نام سیستم لوکوموتور) ساختار محرکه در مهره‌داران است و امکان جنبش را برای آن‌ها فراهم می‌نماید. این دستگاه شامل دو بخش است که در ارتباطی نزدیک کار می‌کنند. دستگاه عضلانی که فعال است و دستگاه اسکلتی که منفعل است.
دستگاه ماهیچه‌ای‌استخوانی شامل استخوان‌ها، ماهیچه‌ها و غضروف‌ها در همکاری باهم فرم، پشتیبانی، ثبات، و جنبش را برای بدن جان‌دار فراهم می‌کند. بخش اسکلتی دستگاه به‌عنوان دستگاه ذخیره‌سازی اصلی کلسیم و فسفر عمل کرده و شامل اجزای حیاتی سیستم خون‌سازی است.
با درک این دستگاه، توضیح چگونگی اتصال یک استخوان به سایر استخوان‌ها و نیز فیبرهای ماهیچه‌ای از طریق بافت‌های همبند مانند زردپی‌ها و رباط‌ها ساده‌تر خواهد بود.
درمان بیماری‌های دستگاه ماهیچه‌ای-اسکلتی به‌دلیل بسته بودن آن مشکل است. مشکلات مربوط به این دستگاه به پزشک توانبخشی و ارتوپدی مربوط می‌شوند.

## زیرساختارها

### استخوانی
بخش استخوانی بدن مهره‌داران است که به عنوان نگهدارنده ساختمان بدن و ایستایی آن در برابر نیروی گرانش و سرعت بخشیدن به حرکت بدن عمل می‌کند. در بدن انسان بالغ، تعداد ۲۰۶ قطعه استخوان وجود دارد.

### ماهیچه‌ای

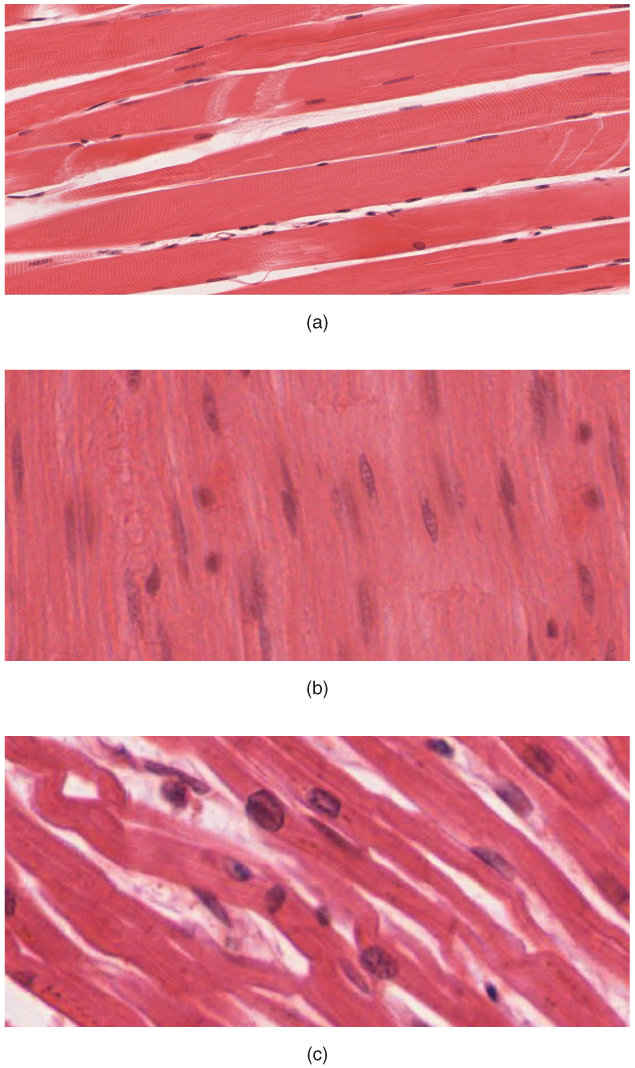
بدن انسان شامل سه نوع ماهیچه می‌شود: (a) ماهیچه اسکلتی (b) ماهیچه صاف (c) ماهیچه قلبی

دستگاه ماهیچه‌ای از ماهیچه‌ها تشکیل می‌شود. ماهیچه‌ها برای حرکت بدن استفاده می‌شوند. ماهیچه‌ها انرژی شیمیایی مواد غذایی را به انرژی مکانیکی تبدیل می‌کنند، حرکت بدن از انقباض و انبساط ماهیچه‌ها حاصل می‌شود.

## نگارخانه
